# Litchfield, Minnesota
Litchfield är administrativ huvudort i Meeker County i Minnesota. Litchfield hade 6 726 invånare enligt 2010 års folkräkning.

## Kända personer från Litchfield
- Gale Sondergaard, skådespelare